# Willi Homuth
Willi Homuth (* 30. Dezember 1922 in Nebelin; † 19. Februar 1988) war ein deutscher Funktionär der Sozialistischen Einheitspartei Deutschlands (SED) in der Deutschen Demokratischen Republik (DDR). Er war von 1968 bis 1976 Abteilungsleiter im Zentralkomitee (ZK) der SED.

## Leben
Homuth, Sohn eines Landarbeiters, erlernte nach dem Abschluss der Volksschule den Beruf des Schmieds und Maschinenbauers. 1941 wurde er eingezogen und kämpfte im Zweiten Weltkrieg. 1945 geriet er in sowjetische Kriegsgefangenschaft, aus der er 1949 entlassen wurde. Während der Gefangenschaft besuchte er in der Nähe von Riga die Antifa-Schule Ogre.
1950 kehrte Homuth nach Perleberg in Brandenburg zurück. Er wurde Mitglied der SED und als Leiter der Abteilung Propaganda der Kreisleitung Perleberg deren Funktionär. Im Oktober desselben Jahres wechselte er als Instrukteur zur Landesleitung der SED in Brandenburg. 1951/52 absolvierte er ein Studium an der Parteihochschule der SED in Potsdam und blieb bis 1958 in verschiedenen Funktionen leitender Mitarbeiter der Bezirksleitung der SED in Potsdam.
1958 wechselte Homuth zum Zentralkomitee der SED in Ostberlin. Bis 1962 war er Instrukteur in der Abteilung Parteiorgane. Im Juni 1962 wurde er politischer Mitarbeiter in der Leitung des ZKs. Von 1962 bis 1968 war Homuth stellvertretender und von 1968 bis 1976, als Nachfolger von Richard Herber, Erster Sekretär für Parteiorgane und Abteilungsleiter beim ZK.
1976 ging Homuth in Pension. Von 1976 bis 1988 war er Mitglied des Sekretariats des Nationalrats der Nationalen Front.

## Ehrungen
- 1969 und 1982 Vaterländischer Verdienstorden (DDR)